# Mapleshade Records
La Mapleshade Records è una compagnia discografica statunitense specializzata nel jazz e un'etichetta discografica indipendente fondata da Pierre Sprey a Upper Marlboro, nel Maryland, nel 1990.

## Descrizione
Il catalogo della Mapleshade include Bobby Battle, Gary Bartz, Walter Davis, Clifford Jordan, Frank Kimbrough e Norris Turney. Sprey, un ingegnere, ha costruito la sua attrezzatura e ha uno studio di registrazione nella sua casa. Una volta, Hamiet Bluiett e Larry Willis facevano parte della divisione A&R dell'azienda. Entrambi hanno album pubblicati dall'etichetta.
Prima della sua carriera nella registrazione del jazz, Sprey lavorava come analista di sistema al Pentagono, aiutando con le proposte per l'A-10 e il Lightweight Fighter program.
Un'etichetta sorella, la Wildchild Records, è stata fondata nel 1995. Negli anni successivi, l'etichetta si è dedicata all'R&B e al blues.

## Artisti
- Steve Abshire
- Douglas Allanbrook
- Okyerema Asante
- Gary Bartz
- Bobby Battle
- Keter Betts
- Hamiet Bluiett
- Walter Davis Jr.
- Archie Edwards
- Frank Foster
- Shirley Horn
- Clifford Jordan
- Frank Kimbrough
- Consuela Lee
- Paul Murphy
- Ted Nash
- Bob Northern
- John Purcell
- Tao Ruspoli
- Gali Sanchez
- Warren Smith
- Sunny Sumper
- Norris Turney
- Charles Williams
- Larry Willis